# Bell Gardens
Bell Gardens è una città della contea di Los Angeles, California, Stati Uniti. La popolazione era di 44 054 abitanti al censimento del 2000.
Bell Gardens è conosciuta per essere una delle cinque città della contea di Los Angeles dove è permesso scommettere al casinò (le altre sono: Inglewood, Gardena, Commerce e Hawaiian Gardens). I giochi coi dadi e le slot machine sono proibite.